# Strzelec Łuków
Strzelec Łuków – polski klub piłkarski z siedzibą w mieście Łuków, działający w latach 1921–1939.

## Historia
Chronologia nazw:
- 1921: K.S.Z.S. [Klub Sportowy Związku Strzeleckiego] Strzelec Łuków
- 1939: działalność klubu zawieszona
- 1945: klub rozwiązano – po fuzji z Orlęta Łuków

Klub Sportowy Związku Strzeleckiego, w skrócie Strzelec, został założony w Łukowie w 1921 roku. W 1923 w obwodzie Łuków już istniało 3 kluby sportowe oraz 7 drużyn piłkarskich. Początkowo drużyna piłkarska rozgrywała mecze towarzyskie, a potem w niższych klasach rozgrywek okręgowych.
W 1934 roku drużyna zadebiutowała w rozgrywkach Lubelskiego Okręgowego Związku Piłki Nożnej (LOZPN) w Klasie B, zajmując czwarte miejsce. W 1935 klub osiągnął swój największy sukces, zdobywając mistrzostwo Lubelskiej Klasy B. Ale debiutowy sezon 1936 roku w Klasie A dla klubu był nieudanym, po zajęciu przedostatniej 6. pozycji spadł z powrotem do Klasy B. Na skutek wybuchu II wojny światowej - we wrześniu 1939 roku działalność klubu została całkowicie zawieszona.
Klub przestał istnieć w 1945 roku po fuzji z klubem Orlęta Łuków dokonanej po zakończeniu II wojny światowej.

## Barwy klubowe, strój, herb, hymn
|  |  |  |

Klub ma barwy biało-czerwono-zielone. Piłkarze domowe spotkania zazwyczaj grali w biało-czerwono-zielonych strojach.

## Sukcesy

### Trofea międzynarodowe
Nie uczestniczył w rozgrywkach europejskich (stan na 31-05-2024).

### Trofea krajowe
| \| \| Zdobyte trofea w rozgrywkach Polski (stan na: 31-05-2024) \| |                                                           |      |                  |
| Rozgrywki                                                          | Osiągnięcie                                               | Razy | Sezon(y)         |
| Mistrzostwo                                                        | I miejsce                                                 | 0    |                  |
| Mistrzostwo                                                        | II miejsce                                                | 0    |                  |
| Mistrzostwo                                                        | III miejsce                                               | 0    |                  |
| Puchar                                                             | zdobywca                                                  | 0    |                  |
| Puchar                                                             | finalista                                                 | 0    |                  |
| II liga                                                            | I miejsce                                                 | 0    |                  |
| II liga                                                            | II miejsce                                                | 0    |                  |
| II liga                                                            | III miejsce                                               | 0    |                  |
| II liga                                                            | 6.miejsce                                                 | 1    | 1936 (gr.Lublin) |
| Polska                                                             | Zdobyte trofea w rozgrywkach Polski (stan na: 31-05-2024) |      |                  |

- Lubelska Klasa B:
  - mistrz (1): 1935

## Poszczególne sezony

### Rozgrywki międzynarodowe

#### Europejskie puchary
Klub nie uczestniczył w rozgrywkach europejskich.

### Rozgrywki krajowe
| \| Polska \| Bilans występów klubu w rozgrywkach piłkarskich Polski (Stan na 31 maja 2024 r.) \| \| |                                                                                  |        |       |   |   |   |    |    |     |                      |        |        |      |
| Poziom                                                                                              | Rozgrywki                                                                        | Sezony | Mecze | Z | R | P | B+ | B– | Pkt | Lata                 | Awanse | Spadki | Naj. |
| I                                                                                                   | Liga                                                                             | 0      |       |   |   |   |    |    |     |                      |        |        |      |
| II                                                                                                  | Klasa A / Liga Okręgowa                                                          | 1      |       |   |   |   |    |    |     | 1936                 | 0      | 1      | 6    |
| III                                                                                                 | Klasa B / Klasa A                                                                | 2+     |       |   |   |   |    |    |     | 1934–1935, 1936–193? | 1      | 2      | 1    |
| IV                                                                                                  | III liga / Klasa C / Klasa B                                                     | 1+     |       |   |   |   |    |    |     | 192?–193?, 193?–193? | 1      | 0      | 1    |
| | Puchar Polski                                                                    | 0      |       |   |   |   |    |    |     |                      |        |        |      |
| Polska                                                                                              | Bilans występów klubu w rozgrywkach piłkarskich Polski (Stan na 31 maja 2024 r.) |        |       |   |   |   |    |    |     |                      |        |        |      |

## Struktura klubu

### Stadion
Drużyna rozgrywała swoje mecze domowe w Łukowieie na stadionie Miejskim, który może pomieścić 3.000 widzów.

## Kibice i rywalizacja z innymi klubami

### Derby
- Orlęta Łuków